# Michel Christol

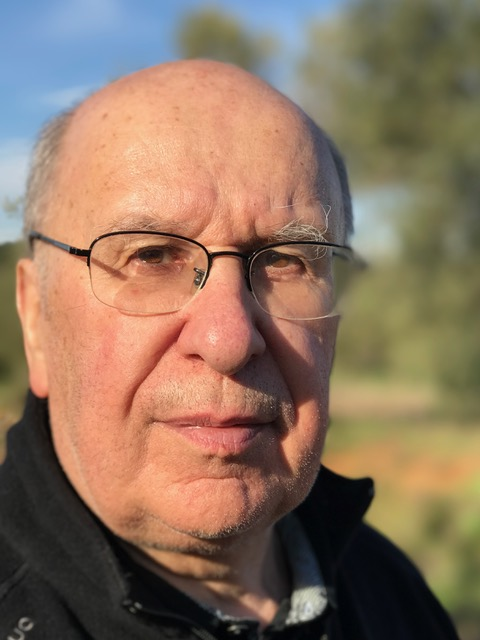
Michel Christol, 2016

Michel Christol (* 25. Oktober 1942 in Castelnau-de-Guers) ist ein bedeutender französischer Althistoriker und Epigraphiker.
Christol wurde in Castelnau-de-Guers im Département Hérault geboren, besuchte das Gymnasium in Béziers und studierte an der Universität Montpellier. Zu seinen akademischen Lehrern gehörten die Altertumswissenschaftler Hans-Georg Pflaum und André Chastagnol. 1964 erfolgte die Agrégation im Fach Geschichte, woraufhin er drei Jahre lang im Schuldienst war und am Lycée Alphonse Daudet in Nîmes unterrichtete. Anschließend war Michel Christol ab 1967 als wissenschaftlicher Assistent bei Claude Nicolet an der Université Paris 1 Panthéon-Sorbonne (bis 1968 Universität von Paris) angestellt, später wurde er dort „Maître-assistant“. Im Jahr 1981 erfolgte bei Chastagnol die Promotion an der Sorbonne, die umfangreiche Dissertationsschrift mit dem Titel „L’état romain et la crise de l’Empire sous le règne des empereurs Valerien et Gallien (253-268)“ („Der römische Staat und die Krise des Reiches unter der Herrschaft der Kaiser Valerian und Gallienus (253–268))“ blieb unveröffentlicht. Ein Teilergebnis der Arbeit, eine prosopographische Studie zur Entwicklung der Karrieren römischer Senatoren in der zweiten Hälfte des 3. Jahrhunderts, wurde jedoch 1986 unter dem Titel „Essai sur l’évolution des carrières sénatoriales dans la 2e moitié du IIIe s. ap. J.-C.“ veröffentlicht.
Von 1983 bis zu seiner Emeritierung im Jahr 2008 lehrte er, ebenfalls an der Universität Paris 1, als Professor für römische Geschichte. 1983 bis 1985 war Christol Präsident der Société française de numismatique (Französischen Gesellschaft für Numismatik), 1990 bis 1994 leitender Herausgeber der Zeitschrift Gallia. Von 1989 bis 2000 stand er dem Universitätsverlag „Publications de la Sorbonne“ als Direktor vor. Er ist am Centre Gustave-Glotz Mitglied der Unité mixte de recherche (UMR) 8210 „Anthropologie et Histoire des Mondes Antiques“ („Anthropologie und Geschichte der antiken Welt“). Am 9. Januar 2015 wurde er als nicht-residierendes (also nicht vor Ort lebendes) ordentliches Mitglied in die Académie de Nîmes aufgenommen.
Michel Christols Fachgebiete sind die politische Geschichte des Römischen Reiches, besonders die „Reichskrise des 3. Jahrhunderts“, sowie die Geschichte der römischen Provinzen, speziell der afrikanischen und kleinasiatischen Provinzen sowie Südfrankreichs. Schwerpunktmäßig beschäftigt er sich mit lateinischer Epigraphik und Numismatik sowie prosopographischen Fragen. Aus der antiken Stadt Nemausus, dem heutigen Nîmes, hat er diverse Münzen und Inschriften publiziert.
Christol ist verheiratet und hat zwei Töchter.

## Schriften
- mit Daniel Nony: Rome des origines aux invasions barbares. Hachette, Paris 1974 (6. Auflage 1988).
- Essai sur l’évolution des carrières sénatoriales dans la 2e moitié du IIIe s. ap. J.-C. (= Études prosopographiques. Band 6). Nouvelles Éditions Latines, Paris 1986, ISBN 2-7233-0307-1.
- mit Thomas Drew-Bear: Un castellum romain près d’Apamée de Phrygie (= Denkschriften der Österreichischen Akademie der Wissenschaften, Philosophisch-Historische Klasse. Band 189 / Ergänzunsbande zu den Tituli Asiae Minoris. Band 12). Verlag der Österreichischen Akademie der Wissenschaften, Wien 1987, ISBN 3-7001-0811-7.
- mit Christiane Lassalle: Monnaies d’or de l’Empire romain aux musées de Nîmes. Band 1, Musées d’Art et d’Histoire de Nîmes, Nîmes 1988.
- mit Andreina Magioncalda: Studi sui procuratori delle due Mauretaniae (= Pubblicazioni del Dipartimento di Storia dell’Univ. degli Studi di Sassari. Band 9). Gallizzi, Sassari 1989.
- als Hrsg.: Inscriptions antiques de la cité de Nîmes (IACN 1–21) (= Cahiers des musées et monuments de Nîmes. Band 11). Musée Archéologique de Nîmes, Nîmes 1992, ISBN 2-902309-70-8.
- L’Empire romain du IIIe siècle. Histoire politique (de 192, mort de Commode, à 325, concile de Nicée). Ed. Errance, Paris 1997, ISBN 2-87772-145-0 (2. Auflage 2006).
- mit Dominique Darde: La collection Séguier au Musée archéologique de Nîmes (= Cahiers des musées et monuments. Nummer 12). Musée Archéologique de Nîmes, Nîmes 2003.
- als Hrsg.: Jean-François Séguier: Dissertation sur l’inscription de la Maison Carrée. Présentation et commentaire. Edisud, Aix-en-Provence 2005, ISBN 2-7449-0592-5.
- Regards sur l’Afrique romaine. Errance, Paris 2005, ISBN 2-87772-313-5.
- Une histoire provinciale. La Gaule narbonnaise de la fin du IIe siècle av. J.-C. au IIIe siècle ap. J.-C. Publications de la Sorbonne, Paris 2010, ISBN 978-2-85944-634-5.